# Давай поговорим (фильм)
«Давай поговорим» (груз. მოდი, ვილაპარაკოთ) — советский цветной художественный фильм 1986 года, снятый режиссёром Рамазом Гиоргобиани на киностудии «Грузия-фильм».
Премьера состоялась 19 октября 1987 года.

## Сюжет
Семейная пара Гоги и Марине испытывают проблемы в отношениях. Гоги находит утешение и новые друзья на курсах по грузинскому языку, что в конечном итоге помогает им преодолеть кризис и восстановить семейные отношения.

## В ролях
- Рамаз Гиоргобиани — Гоги
- Марина Кахиани — Марине
- Нико Агиашвили — Нико
- Варлам Николадзе — Карен
- Александра Аракишвили — Иринэ
- Русудан Кикнадзе — Зоя
- Евгений Басилашвили — Игорь
- Сергей Виноградов — Сергей Петрович
- Нина Иофе — Вера
- Тинатин Квачадзе — Карина
- Ираклий Жвания — Гия
- Светлана Варданян — Нино
- Амиран Буадзе — Тенгиз
- Паата Иакашвили — Серго
- Тамара Схиртладзе — тёща
- Русудан Болквадзе — Нона
- Гулчина Дадиани — Элико
- Лариса Крылова — Белла Васильевна

## Съёмочная группа
- Автор сценария, режиссёр: Рамаз Гиоргобиани
- Оператор: Михаил Медников
- Художник: Нодар Сулеменашвили
- Композитор: Гоги Члаидзе
- Звукорежиссёр: Гурам Шубладзе
- Ансамбль солистов оркестра Тбилисского театра оперы и балета имени З. Палиашвили
  - Дирижёр: И. Чиаурели

Фильм озвучен на киностудии им. Горького
- Режиссёр озвучания: Лев Мирский
- Звукорежиссёр: Дмитрий Флянгольц
- Текст читает: Валерий Рыжаков